# 重言1形式
在数学中，重言 1-形式（Tautological one-form）是流形 Q 的余切丛 {\displaystyle T^{*}Q} 上一个特殊的 1-形式。这个形式的外导数定义了一个辛形式给出了 {\displaystyle T^{*}Q} 的辛流形结构。重言 1-形式在哈密顿力学与拉格朗日力学的形式化中起着重要的作用。重言 1-形式有时也称为刘维尔 1-形式，典范 1-形式，或者辛势能。一个类似的对象是切丛上的典范向量场。
在典范坐标中，重言 1-形式由下式给出：
{\displaystyle \theta =\sum _{i}p_{i}dq^{i}\ .}
在差一个全微分（恰当形式）的意义下，相空间中的任何“保持”典范 1-形式结构的坐标系，可以称之为典范坐标；不同典范坐标之间的变换称为典范变换。
典范辛形式由
{\displaystyle \omega =-d\theta =\sum _{i}dq^{i}\wedge dp_{i}\ ,}
给出。

## 无坐标定义
重言 1-形式可以相当抽象地定义为相空间上一个 1-形式。设 {\displaystyle Q} 是一个流形，{\displaystyle M=T^{*}Q} 是其余切空间或者说相空间。设
{\displaystyle \pi :M\to Q\ ,}
是典范纤维丛投影，令
{\displaystyle T_{\pi }:TM\to TQ\ ,}
是 {\displaystyle \pi } 诱导的前推。设 m 是 M 上一点，然而因为 M 是余切丛，我们可将 m 理解为切空间上一个函数，在 {\displaystyle q=\pi (m)} 点为：
{\displaystyle m:T_{q}Q\to \mathbb {R} \ .}
这样，我们便有 m 是在 q 点的纤维中。重言 1-形式 {\displaystyle \theta _{m}} 在点 m 定义为
{\displaystyle \theta _{m}=m\circ T_{\pi }\ .}
这是一个线性函数
{\displaystyle \theta _{m}:T_{m}M\to \mathbb {R} \ ,}
所以
{\displaystyle \theta :TM\to \mathbb {R} \ ,}
是流形 {\displaystyle M=T^{*}Q} 上一个 1-形式。不难验证这种定义和上一节局部坐标的定义是相同的。

## 性质
重言 1-形式是惟一“消去”拉回的 1-形式。这便是说：若
{\displaystyle \beta :Q\to T^{*}Q}
是 Q 上任意一个 1-形式，而 {\displaystyle \beta ^{*}} 是其拉回。那么
{\displaystyle \beta ^{*}\theta =\beta \ ,}
以及
{\displaystyle \beta ^{*}\omega =-d\beta \ .}
这些都可以用上一节的定义直接得到，如果写成局部坐标的形式就最好理解：
{\displaystyle \beta ^{*}\theta =\beta ^{*}\sum _{i}p_{i}dq^{i}=\sum _{i}\beta ^{*}p_{i}dq^{i}=\sum _{i}\beta _{i}dq^{i}=\beta \ .}

## 作用量
如果 H 是余切丛上一个哈密顿向量场，而 {\displaystyle X_{H}} 是其哈密顿流，那么相应的作用量 S 为
{\displaystyle S=\theta (X_{H})\ .}
用普通的方式表述，哈密顿流代表了一个力学系统在哈密顿-雅可比方程限制下的轨道。哈密顿流是哈密顿向量场的积分曲线，所以我们用作用量-角度坐标传统记法：
{\displaystyle S(E)=\sum _{i}\oint p_{i}\,dq^{i}\ ,}
这里积分理解为在流形上的维持能量 {\displaystyle E} 为常数 {\displaystyle H=E={\text{const}}} 的子集上进行。

## 在度量空间上
如果流形 Q 有一个黎曼或者伪黎曼度量 g，那么相应的定义可以用广义坐标写出。特别地，如果我们取度量为映射
{\displaystyle g:TQ\to T^{*}Q\ ,}
这样便定义了
{\displaystyle \Theta =g^{*}\theta }
和
{\displaystyle \Omega =-d\Theta =g^{*}\omega }
在 TQ 上的广义坐标中 {\displaystyle (q^{1},\ldots ,q^{n},{\dot {q}}^{1},\ldots ,{\dot {q}}^{n})} ，我们有
{\displaystyle \Theta =\sum _{ij}g_{ij}{\dot {q}}^{i}dq^{j}}
以及
{\displaystyle \Omega =\sum _{ij}g_{ij}\;dq^{i}\wedge d{\dot {q}}^{j}+\sum _{ijk}{\frac {\partial g_{ij}}{\partial q^{k}}}\;{\dot {q}}^{i}\,dq^{j}\wedge dq^{k}\ .}
度量使我们可定义 {\displaystyle T^{*}Q} 上的一个单位半径球面（丛）。典范 1-形式限制到这些球面上组成了一个切触结构；这个切触结构可以用来生成关于这个度量的测地流。

## 又见
- 基本类